# Religion in Russland
Religionen in Russland sind vor allem die christliche orthodoxe Konfession, daneben auch der Islam und weitere Religionen und Glaubensbekenntnisse. Im Interreligiösen Rat Russlands sind Vertreter der Russisch-Orthodoxen Kirche und von muslimischen, buddhistischen und jüdischen Verbänden vertreten.

## Christentum

### Russisch-Orthodoxe Kirche
Die zahlenmäßig größte Religionsgemeinschaft ist die Russisch-Orthodoxe Kirche (Patriarchat von Moskau). Zu ihr zählen sich etwa 41–79 % der Bevölkerung (2012/13).

### Weitere orthodoxe Gemeinschaften
Daneben gibt es einige weitere kleinere orthodoxe Kirchen und Gemeinschaften, wie die Altorthodoxen Kirchen (1 %), sowie mehrere Wahre Orthodoxe Kirchen und Katakombenkirchen.

### Protestantische Kirchen
Evangelische Kirchen sind die Evangelisch-Lutherische Kirche in Russland, mehrere baptistische Kirchen, Pfingstkirchen, Siebenten-Tags-Adventisten und weitere Gemeinschaften.

### Römisch-katholische Kirche
Zur römisch-katholischen Kirche zählen sich in Russland etwa 1 % der Bevölkerung. Sie ist in mehrere Diözesen eingeteilt.

## Islam
Der Islam ist die zweitgrößte Religion in der Russischen Föderation. Sie ist im Nordkaukasus und in einigen Gebieten Zentralasiens verbreitet. Schätzungen zufolge wird die Zahl der Muslime in Russland von 16,4 Millionen im Jahr 2010 auf rund 18,6 Millionen im Jahr 2030 ansteigen. Der Anteil der Muslime an der Gesamtbevölkerung Russlands würde somit von 11,7 % im Jahr 2010 auf 14,4 % im Jahr 2030 steigen.

## Buddhismus
Der Buddhismus ist in vielen russisch-asiatischen Regionen verbreitet und auch im russisch-europäischen Teil des Landes eine traditionelle Religion.  Der tibetische Buddhismus der Volksrepublik China ist in Russland gegenüber dem Buddhismus Indiens, der in Magadha entstanden ist, dominierend.

## Judentum
Zum Judentum gehören derzeit etwa 500.000 Bürger Russlands. Viele emigrierten seit den 1980er Jahren nach Westeuropa, nach Israel und in die USA.

## Statistiken
Die Angaben beruhen auf repräsentativen Befragungen und variieren je nach Institut und Frageformen. Sie können nur als Näherungswerte betrachtet werden.
| Religionsgemeinschaft                   | «Sreda» (2012) | Levada-Zentrum (2012) | Akademie der Wissenschaften (2013) | Föderaler Schutzdienst (2013) | Föderaler Schutzdienst (2016) |
| Russisch-orthodoxe Kirche               | 41             | 74                    | 79                                 | 65,4                          | 64,7                          |
| Islam                                   | 6,5            | 7                     | 4                                  | 7,8                           | 7,2                           |
| Buddhismus                              | 0,4            | <1                    | <1                                 | 0,7                           | 0,6                           |
| Protestantische Kirchen                 | 0,2            | 1                     | <1                                 | o.A.                          | o.A.                          |
| Römisch-katholische Kirche              | 0,1            | 1                     | <1                                 | 0,7                           | 0,5                           |
| Altgläubige                             | 0,2            |                       |                                    | 0,6                           | 0,4                           |
| Judentum                                | 0,1            | 1                     | <1                                 | o.A.                          | o.A.                          |
| Ethnische Religionen (z. B. Jesiden)    | 1,2            |                       |                                    | 0,5                           | 0,4                           |
| Sonstige christliche Glaubensrichtungen | 5,6            |                       |                                    | o.A.                          | o.A.                          |
| Andere Religionen                       |                |                       |                                    | 1,6                           | 1,8                           |
| Gläubig ohne Konfession                 | 25             | 10                    | 9                                  | 8,8                           | 11,9                          |
| Atheisten                               | 12             | 5                     | 7                                  | 13,9                          | 12,5                          |

## Religionsfreiheit in Russland
Den Daten des V-Dem Instituts zufolge hat sich die Lage der Religionsfreiheit in Russland seit 1991 kontinuierlich verschlechtert. Verschiedene unabhängige Beobachter stufen die Lage der Religionsfreiheit in dem Land als besorgniserregend ein. Heutzutage werden die Erinnerung an die Unterdrückung orthodoxer Gläubiger während der Sowjetzeit von der regierungstreuen russisch-orthodoxen Kirche genutzt, um ein Verständnis von Religionsfreiheit zu etablieren, das Russland als den ultimativen Verteidiger des Christentums und der christlichen Werte darstellt. Der „Westen“ wird dabei hingegen als Feindbild stilisiert. Dabei bestehen enge Verstrickungen zwischen Kirche und staatlichem Regime. Beim Angriffskrieg Russlands gegen die Ukraine wurde diese den Sinn des Menschenrechts in sein Gegenteil verdrehende Argumentation als Rechtfertigung für den Krieg verwendet.